# Шиферка андійська
Ши́ферка андійська (Haplospiza rustica) — вид горобцеподібних птахів родини саякових (Thraupidae). Мешкає в Мексиці, Центральній і Південній Америці.

## Опис
Довжина птаха становить 12-12,5 см. Дзьоб конічної форми, довгий, гострий, крила довгі, округлої форми. Самець має переважно темно-сіре забарвлення, живіт дещо світліший. Крила і хвіст чорнуваті зі світлими краями. Очі карі, дзьоб чорнуватий, лапи тьмяно-коричневі або чорнуваті. У самиць верхня частина тіла переважно коричнева, легко поцяткована світлими смужками, крила і хвіст чорнуваті з коричневими краями. Нижня частина тіла білувата з охристим відтінком, груди поцятковані оливково-зеленими смужками. 

## Підвиди
Виділяють три підвиди:
- H. r. uniformis Sclater, PL & Salvin, 1873 — високогір'я південної Мексики (Веракрус, Чіапас), Гватемалі, Сальвадорі, Гондурасі, Нікарагуа, Коста-Рики і західної Панами Сьєрра-де-Тіларан[es], Кордильєра-Сентраль[en], Кордильєра-де-Таламанка;
- H. r. arcana (Wetmore & Phelps Jr, 1949) — Анди в Колумбії, Еквадорі, Перу і Болівії, локально в гірському масиві Сьєрра-Невада-де-Санта-Марта на півночі Колумбії, в горах Сьєрра-де-Періха на кордоні Колумбії і Венесуели та в горах Прибережного хребта на півночі Венесуели (від Карабобо до Міранди);
- H. r. rustica (Tschudi, 1844) — тепуї на півдні Венесуели і на заході Гаяни.

## Поширення й екологія
Андійські шиферки мешкають в Мексиці, Гватемалі, Сальвадорі, Гондурасі, Нікарагуа, Коста-Риці, Панамі, Колумбії, Еквадорі, Перу, Болівії, Венесуелі і Гаяні. Вони живуть в чагарниковому і бамбуковому (Chusquea) підліску вологих гірських тропічних лісів. Зустрічаються переважно на висоті від 1200 до 2500 м над рівнем моря, ведуть частково кочовий спосіб життя.